# پارتیتیو تراروم ایمپری رومانیه
پارتیتیو تراروم ایمپری رومانیه (انگلیسی: Partitio terrarum imperii Romaniae) معاهده‌ای بود که پس از سقوط قسطنطنیه در سال ۱۲۰۴ میان صلیبیون و ونیزی‌ها در این شهر در ۱ اکتبر ۱۲۰۴ به امضا رسید. طی این توافق، سه هشتم امپراتوری از جمله جزیرهٔ کرت به جمهوری ونیز واگذار گردید و مابقی اراضی تحت کنترل دولت جدید و لاتینی قسطنطنیه و واسال‌های آن درآمد. واسال‌های امپراتوری لاتین شامل پادشاهی تسالونیک، شاهزاده‌نشین آخا، دوک‌نشین آتن، دوک‌نشین مجمع‌الجزایر و دوک‌نشین کم عمر پلوودیو می‌شد. افزون بر این قلمروها، قلمروهای بیشتری در نیکومدیا، نیقیه، فیلادلفیا و نئوکاسترا در نظر گرفته شده بود اما با قدرت‌گیری امپراتوری نیقیه در منطقه، این قلمروها در حد ایده باقی ماندند. دوچ ونیز با وجود داشتن سه هشتم قلمرو در منطقه، تابع امپراتوری لاتین به حساب نمی‌آمد اما جمهوری ونیز با توجه به میزان قلمروی خود توانسته بود بر این امپراتوری نفوذ داشته باشد. با این حال این معاهده تا سال ۱۲۶۱ و فتح قسطنطنیه توسط امپراتوری نیقیه و برافتادن امپراتوری لاتین باقی ماند.